# Czyżeminek
Czyżeminek – wieś w Polsce położona w województwie łódzkim, w powiecie łódzkim wschodnim, w gminie Rzgów.
W latach 1975–1998 miejscowość administracyjnie należała do ówczesnego województwa łódzkiego.
Wieś Czyżeminek jest podzielona na 3 części: "Czyżeminek I", "Czyżeminek II" oraz "Czyżeminek III".